# جدول زمانی تاریخ ال‌جی‌بی‌تی
این مقاله یک جدول زمانی از همجنس‌گرایی مردانه، همجنس‌گرایی زنانه، دوجنسگرایی و تراجنسیتی (دگرباشی) در طول تاریخ است.

## قبل از عصر حاضر

### هزارهٔ ۱۰ام پیش از میلادتا هزارهٔ ۵ام پیش از میلاد

#### قرن ۹۶ام پیش از میلادتا قرن ۵۰ام پیش از میلاد
- حدود ۹۶۰۰ سال پیش از میلاد تا حدود ۵۰۰۰ سال پیش از میلاد – هنر سنگی در عصر میان‌سنگی در سیسیل، مردهایی به صورت جفت و در هیبت نراندامه را نشان می‌دهد که تفاسیر مختلفی از آن‌ها شده‌است؛ از جمله اینکه آن‌ها را شکارچی، آکروبات، شخصیت‌های مذهبی و نمایی از آمیزش میان مردان توصیف کرده‌اند.

### هزارهٔ ۸ام پیش از میلاد

#### قرن ۸۰ام پیش از میلاد
- حدود ۸۰۰۰ سال پیش از میلاد – نقاشی‌های سنگی قبایل بوشمن در زیمبابوه تصویرگر همجنس‌گرایی است.[۱]

### هزارهٔ ۸ام پیش از میلادتا هزارهٔ ۲ام پیش از میلاد

#### قرن ۷۰ام پیش از میلادتا قرن ۱۷ام پیش از میلاد
- حدود ۷۰۰۰سال پیش از میلاد تا حدود ۱۷۰۰ سال پیش از میلاد – در میان ترسیم‌های جنسی درعصر نوسنگی و عصر برنز، نقاشی‌ها و مجسمه‌هایی از مدیترانه وجود دارند که انسان‌هایی را در هیبت انسان با جنس سوم نشان می‌دهند؛ انسان‌هایی که پستان فردی مؤنث و اندام تناسلی فردی مذکر را دارا هستند یا مشخصهٔ جنسی متمایزکننده‌ای دارا نیستند. در عصر نوسنگی در ایتالیا، زنان عموماً در محیط خانوادگی به تصویر کشیده شده‌اند ولی ترسیم‌هایی با ادغام مشخصه‌های جنسی مذکر و مؤنث در موقعیت‌های مذهبی یا در مراسم تدفین کشیده شده‌اند. در عصر نوسنگی در یونان و قبرس، چهره‌ها اغلب دوجنسی یا بدون مشخصه‌های جنسی متمایزکننده هستند.[۲]

### هزارهٔ سوم پیش از میلاد

#### قرن ۲۹ام پیش از میلاد تا قرن ۲۵ پیش از میلاد
- حدود ۲۹۰۰ سال قبل از میلاد تا ۲۵۰۰ سال قبل از میلاد – در یک مدفن در حومهٔ پراگ، جمهوری چک، یک مرد در لباس زنان دفن شده‌است. باستان‌شناسان حدس می‌زنند که مدفن متعلق به یک فرد تراجنسیتی یا فردی از جنس سوم باشد.

#### قرن ۲۴ام پیش از میلاد
- حدود ۲۴۰۰ سال پیش از میلاد – باور بر این است که خنوم‌هوتپ و نیانخ‌خنوم اولین زوج هم‌جنس ضبط‌شده در تاریخ باشند.

#### قرن ۲۳ام پیش از میلاد تا قرن ۲۲ام پیش از میلاد
- ۲۲۸۴ سال پیش از میلاد تا ۲۲۴۶ یا ۲۱۸۴ سال پیش از میلاد – باور بر این است که پپی دوم نفرکارع، یکی از فراعنهٔ پادشاهی مصر، در مراجعات شبانهٔ خود به ژنرال ساسینیت، با او روابط هم‌جنس‌خواهانه داشته‌است.[۳]

### هزارهٔ دوم پیش از میلاد

#### قرن ۱۵ام پیش از میلاد تا قرن ۱۲ پیش از میلاد
- – قانون آشور که به‌جای مانده از امپراوری آشوری کهن یا میانه است، موارد زیر را مقرر می‌کند:[۴][۵]

"اگر مردی به مرد دیگری، چه در خفا و چه در دعوا، بگوید که "زن تو بی‌قیدوبند است؛ من خودم او را متهم می‌کنم" اما نتواند شواهدی ارائه دهد یا ادعایش را اثبات کند، باید کتک بخورد، به یک ماه کار مشقت‌بار برای شاه محکوم شود، محروم شود و یک تالنت سرب بپردازد."— Code of Assura, §۱۸
"اگر مردی شایعه‌ای دربارهٔ همسایهٔ (مرد) خود راه بیندازد که "او به مردان اجازه می‌دهد که با او درآمیزند" یا در معرکه‌ای در مقابل دیگران به او بگوید که "مردان با تو درمی‌آمیزند" و بعد بگوید "من تو را متهم می‌کنم" و سپس نتواند شواهدی ارائه دهد یا نتواند آن را اثبات کند، باید کتک بخورد، به یک ماه کار مشقت‌بار برای شاه محکوم شود، محروم شود و یک تالنت سرب بپردازد."— Code of Assura, §۱۹
"اگر مردی با همسایه‌اش (مرد) درآمیزد، متهم و محکوم شود، او شوم است و باید اخته شود"— Code of Assura, §۲۰
"اگر مردی به مادرش تعرض کند، مستحق مرگ است. اگر مردی به دخترش تعرض کند، مستحق مرگ است. اگر مردی به پسرش تعرض کند، مستحق مرگ است."— Code of Assura, §۱۸۹

### هزارهٔ ۱ام پیش از میلاد

#### قرن ۷ام پیش از میلاد
- حدود ۷۰۰ سال پیش از میلاد – سنت اخته کردن بردگان و مستخدمان خانگی توسط سرزمین‌های فتح‌شدهٔ امپراتوری آشوری نو و امپراتوری ماد به انشان معرفی گردید.[۱]
- حدود ۶۳۰ سال پیش از میلاد – اشراف‌زادگان دوری در جزیرهٔ کرت، روابط رسمی میان اشراف‌زادگان بزرگسال و پسران نوجوان را اتخاذ کردند؛ کتیبه‌ای از کرت قدیمی‌ترین سند از شاهدبازی در میان یونانیان است (شاهدبازی کرتی را ببینید).[۶] ازدواج میان مردان در آن زمان در یونان به رسمیت شناخته نمی‌شد ولی مردان ممکن بود رابطه‌ای مادام‌العمر مبتنی بر شاهدبازی تشکیل دهند که مذموم نیز نبود. این روابط بی‌شباهت به ازدواج‌های دگرجنسگرایانه نبود با این تفاوت که فرد بزرگ‌تر به عنوان تعلیم‌دهنده یا مربی عمل می‌کرد.[۷]
- سافو، شاعر یونانی متولد لسبوس، در حدود ۶۳۰ تا ۶۱۲ قبل از میلاد متولد شد و حدود ۵۷۰ پیش از میلاد از دنیا رفت. اسکندرانیها نام او را در فهرست نُه شاعر غنایی خود قرار دادند. او به خاطر شعرهایش با مضامین همجنس‌گرایانه معروف بود و به همین علت نیز نام او و نام محل تولد او در زبان انگلیسی بر روی همجنس‌گرایی زنانه گذاشته شده‌است و لزبینیسم و سافیسم از اینجا نامگاری شده‌اند. او در سال ۶۰۰ پیش از میلاد تبعید شد.

#### قرن ۶ام پیش از میلاد
- – دیوارنگاره‌های مقبره‌ی گاوها متعلق به تمدن اتروسک که در سال ۱۹۸۲ در شهر مردگان مونتِروتسی، تارکوینیا، یافت شد، آمیزش جنسی میان دو همجنس را تصویر می‌کنند. این مقبره نام خود را از دو گاوی که آمیزش میان انسان را تماشا می‌کنند گرفته‌است. یکی در حال تماشای آمیزش میان یک مرد و یک زن است و دیگری آمیزش میان دو مرد را تماشا می‌کند. این تصاویر ممکن است در نقش بَلاگردان کشیده شده باشند یا جنبه‌های چرخهٔ بازتولید و پس از مرگ را مجسم کنند. این مقبرهٔ سه‌حجره با نام کسی که برای او ساخته شده‌است حکاکی شده‌است، آرانس اسپوریاناس یا آراس اسپوریانا؛ و همچنین نقاشی‌ها آشیل را در حال کشتن ترویلوس، شاهزاده تروآ، ترسیم می‌کنند. اشاره‌هایی به فرقهٔ آپولون نیز دیده می‌شود.[۸]
- ۵۲۱ – امپراتوری هخامنشی پلیکراتها را مصلوب می‌کند و شاهدبازی را در ساموس سرکوب می‌کند، به‌طوری که باعث می‌شود شاعران شاهدباز مانند ایبیکوس و آناکرئون از ساموس بگریزند.[۹][۱۰]

#### قرن ۶ام پیش از میلاد تا قرن ۴ام پیش از میلاد
- – سفر لاویان در این بازه نگاشته شده‌است و در متن موارد زیر را بیان می‌دارد:

"تو نباید مانند زنان با یک مرد بخوابی؛ این یک رسوایی است."— Torah / Bible, Book of Leviticus, Chapter 18, Verses 22
"اگر مردی مانند زنان با مرد دیگری بخوابد، هردوی آن‌ها رسوایی بزرگی را مرتکب شده‌اند؛ آن‌ها باید کشته شوند؛ خونشان با خودشان است."— Torah / Bible, Book of Leviticus, Chapter 20, Verses 13

#### قرن ۵ام پیش از میلاد
- حدود ۴۸۶ سال پیش از میلاد – داریوش بزرگ قانون مقدس، برگرفته از سفر لاویان را برای یهودیان ایرانی امپراطوری هخامنشی اتخاذ کرد، و برای اولین بار مجازات مرگ برای رابطه با هم‌جنس اعمال شد.[۱۰]
- حدود ۴۴۰ سال پیش از میلاد – هرودوت کتاب معروف خود تاریخ هرودوت را منتشر کرد که در آن بیان می‌دارد ایرانیان سنت‌های بیگانه را خیر مقدم گفتند که شاهدبازی از یونانیان از آن دسته‌اند.[۱۱]

#### قرن ۴ام پیش از میلاد
- ۳۸۵ پیش از میلاد – افلاطون کتاب ضیافت را منتشر می‌کند که در آن فیدروس، آریستوفان و دیگر روشنفکران یونانی استدلال می‌کنند که عشقِ بین مردان، بالاترین نوع عشق است در حالی که رابطه جنسی با زنان شهوانی و سودجویانه است. سقراط اما متفاوت است. او خویشتنداری شدیدی در مقابل آلکیبیاسِ زیبارو نشان داد.
- ۳۵۰ پیش از میلاد – افلاطون کتاب قوانین را منتشر می‌کند که در آن یک غریبهٔ آتنی و اصحاب او از همجنس‌گرایی انتقاد می‌کنند و آن را شهوانی می‌خوانند و برای جامعه اشتباه می‌دانند چرا که موجب افزایش گونه‌ها نمی‌شود و ممکن است منجر به شهروندی غیرمسئولانه شود.[۱۲]
- ۳۴۶ پیش از میلاد - سخنرانی آیسخینس علیه تیمارخوس در دادگاه در خصوص تن‌فروشی، تمایل آتنیان نسبت به همجنس‌گرایی را برملا می‌کند.[۱۳]
- ۳۳۸ پیش از میلاد – گروه مقدس تبس، گروهی از سواره‌نظام زبده بودند که متشکل از ۱۵۰ جفت جنگندهٔ مرد می‌شد که ارتباط عاطفی نزدیک و عمیقی با یکدیگر داشتند و کسی هم نتوانسته بود آنان را شکست دهد تا اینکه توسط نیروهای فیلیپ دوم مقدونی شکست داده می‌شوند درحالیکه فیلیپ از دست رفتن آن‌ها را سوگواری می‌کند و شجاعتشان را ارج می‌نهد.[۱۴]
- ۳۳۰ پیش از میلاد – باگواس، اَمرَد محبوب داریوش سوم، امرد محبوب اسکندر کبیر می‌شود.[۱][۱۵]

#### قرن ۳ام پیش از میلاد
- حدود ۲۵۰ سال پیش از میلاد – تحریر وندیداد در این دوره نگاشته شد و در متن آن متن زیر آمده‌است:[۱۶]

"اهورامزدا پاسخ داد: "مردی که با مردان می‌خوابد آنگونه که مرد با زن می‌خوابد، یا آنطور که زن با مرد می‌خوابد، مردی است که دیو است؛ این مرد عبادت‌کنندهٔ دیوها است، او عاشق دیوها است، او معشوقهٔ دیوها است، او زن دیوها است؛ این مرد به بدی خود دیوها است، در وجود خود یک دیو است، مردی است که قبل از مردن یک دیو است و یکی از دیوهای نادیدنی بعد از مرگ می‌شود. او همین است، چه با مردان مانند مردان خوابیده باشد چه مانند زنان."— Avesta, Vendidad, Fargard 8. Funerals and purification, unlawful sex, Section V (32) Unlawful lusts.
گناهکار می‌تواند توسط هرکسی کشته شود، حتی بدون مجوز از سوی دستور.

#### قرن ۳ام و ۲ام پیش از میلاد
- ۲۲۷، ۲۲۶، ۲۱۶ یا ۱۴۹ سال پیش از میلاد  – در طی جمهوری روم، قانون اسکانتینیا (Lex Scantinia) برای افرادی که جرم جنسی (stuprum) علیه نوجوانان علیه غیر برده مرتکب شوند، مجازات تعیین کرد؛ از آنجایی که به ندرت ذکر شده یا اجرا گردیده‌است، این قانون ممکن است برای متهم کردن شهروندان مردی مورد استفاده قرار می‌گرفته باشد که نقش مفعول را در روابط با همجنس برمی‌گزیده‌اند.[۱۸] مشخص نیست که آیا مجازات آن مرگ بوده‌است یا غرامت. برای یک شهروند مرد بالغ، تمایل و شرکت در روابط جنسی با همجنس کاملاً طبیعی در نظر گرفته شد و به لحاظ اجتماعی قابل قبول بود اما تا زمانی که فرد دیگرِ رابطه یک تن‌فروش، برده، یا یک اینفامی بود؛ یعنی فردی که محافظت قانونی‌ای که برای شهروندان موجود بود را نداشت. در طی امپراتوری روم، قانون اسکانتینیا توسط دومیتیان به عنوان بخشی از برنامه‌های او برای اصلاحات قضایی و اخلاقی احیا شد.[۱۹]

#### قرن ۱ام پیش از میلاد
- حدود ۹۰ تا ۸۰ سال پیش از میلاد  – کوینتوس لوتاتیوس کاتولوس در جمعی از شاعران بود که شعرهای کوتاه و سَبُک به سبک هِلِنی را در اواخر جمهوری مشهور کردند. تقریظهای به جای مانده از او مرد را به عنوان موضوع علاقه و تمایل خطاب قرار می‌دهند و زیبایی‌شناسی هم‌جنس‌کامانه‌ی جدیدی را در فرهنگ رومی بنا نهاد.[۲۰]
- ۵۷ تا ۵۴ پیش از میلاد – کاتولوس کتاب کارمینا را می‌نویسد که شامل اشعار عاشقانه‌ای خطاب به جوونتیوس است و سلحشوری جنسی را با طعنه‌زدن به همجنس‌گرایان «منفعل» به رخ می‌کشد.
- حدود ۵۰ سال پیش از میلاد – یک قانون در امپراتوری روم تصویب شد که به موجب آن تجاوز به عنوان آمیزش تحمیل‌شده علیه «پسر، زن یا هرکسی» تعریف شد و مجازات متجاوز اعدام بود. مردهایی که مورد تجاوز قرار گرفته بودند، برخلاف مردهایی که خود مختارانه بدنش را برای لذت‌جویی در اختیار دیگران قرار می‌دادند، از ازدست‌دادن حقوق قانونی در امان بودند؛ مثلاً اینفامی‌هاحقوق قانونی خود را از دست می‌دادند. طبق قانون بردگان نمی‌توانستند مورد تجاوز قرار گیرند چرا که جزء اموال به حساب می‌آمدند و شخص نبودند. هرچند صاحب برده می‌توانست متجاوز را به عنوان صدمه‌زننده به اموالش تعقیب کند.[۲۱][۲۲][۲۳]
- 46 – لوسیوس آنتونیوس، برادر مارکوس آنتونیوس، آگوستوس را متهم کرد که خود را به قیمت سیصدهزار سسترتیوس در اختیار آئولوس هیرتیوس قرار داده‌است.
- 44 – پپس از ترور ژولیوس سزار، آگوستوس طبق وصیت‌نامهٔ سزار به‌طور عمومی به عنوان پسر و جانشین او معرفی می‌شود. به گفتهٔ مارکوس آنتونیوس، آگوستوس با روابط جنسی با سزار به این جانشینی دست‌یافته بود.[۲۴]
- ۴۲ تا ۳۹ سال پیش از میلاد – ویرژیل کتاب اِکلاگز را می‌نگارد که حاوی ادبیات لاتین هم‌جنس‌کامانه‌ی قابل توجهی است.
- ۲۷ سال پیش از میلاد – امپراتوری روم تحت حکومت آگوستوس تأسیس می‌شود. اولین ازدواج باهم‌جنس تحت حکومت او ثبت می‌شود، به تن‌فروشی همجنس‌گرایانه مالیات تعلق می‌گیرد، و اگر یک شهروند رومی به عنوان فرد مفعول در رابطه باشد، ممکن است شهروندی‌اش را از دست دهد.[۲۵]
- ۲۶ ۲۵ و ۱۸ پیش از میلاد – تیبولوس مرثیه‌هایش را با اشاراتی به همجنس‌گرایی می‌نویسد.